# Brunt ängsfly
Brunt ängsfly (Mniotype adusta) är en fjärilsart som först beskrevs av Eugen Johann Christoph Esper 1790.  Brunt ängsfly ingår i släktet Mniotype, och familjen nattflyn. Arten är reproducerande i Sverige.